# 列夫·格里戈里耶维奇·捷依奇
列夫·格里戈里耶维奇·捷依奇（俄语：Лев Григо́рьевич Дейч，1855年9月26日—1941年8月4日），是俄国的马克思主义者。

## 生平
1855年，出生于犹太裔家庭。
1874年，参加民粹主义运动。1879年，加入土地自由社。1880年，流亡瑞士。1883年，加入劳动解放社。1884年，被捕，引渡回国。1885年，流放西伯利亚。
1901年，逃往德国。1903年，加入孟什维克。1905年，回国。1906年，被捕，流放图鲁汉斯克。1911年，流亡美国。
1941年，去世。